# Prisión de Taipéi
La Prisión de Taipéi (en chino: 法務部矯正署臺北監獄; Prisión de Taipéi, Agencia Correctiva, Ministerio de Justicia) es una cárcel ubicada en Guishan, Condado de Taoyuan, Taiwán, bajo la jurisdicción del Ministerio de Justicia (República de China). Tiene una capacidad de hasta 2.705 prisioneros. Alberga los delincuentes que han cometido delitos graves y criminales reincidentes desde el norte de Taiwán que están condenados a por lo menos diez años de prisión. La prisión de Taipéi alberga además prisioneros extranjeros. Tres prisiones anexas de la prisión de Taipéi, el Centro de Detención de Taipéi, el Centro de Detención Shihlin, y el Centro de Detención de Sindian, mantienen presos con penas de menos de cinco años cada uno.